# Nexus: The Jupiter Incident
Nexus: The Jupiter incident – kosmiczna strategia czasu rzeczywistego 3D autorstwa węgierskiego studia Mithis Entertainment.

## Fabuła
Na początku 22 stulecia kolonizacja systemu słonecznego jest zdominowana przez rywalizujące ze sobą korporacje. 
Gracz wciela się w postać Marcusa Cromwella, syna Richarda Cromwella, który był pierwszym człowiekiem urodzonym w przestrzeni kosmicznej. Marcus dowodząc ciężką korwetą klasy Stiletto udaje się do bazy w pobliżu Jowisza. Kolejne zdarzenia, znane jako tytułowy "Jowiszowy Incydent", doprowadzą do międzygalaktycznego konfliktu, w którym przetrwanie Wszechświata będzie w rękach gracza.

## Opis
Na początku każdej misji, gracz dostaje niewielką liczbę okrętów kosmicznych (razem z przenoszonymi myśliwcami, bombowcami czy promami abordażowymi). Gra koncentruje się na starciach flot, całkowicie odchodząc od aspektu ekonomicznego. Nie występuje tu zbieranie surowców.
W przerwach między kolejnymi zadaniami okręty mogą być naprawiane oraz wyposażane w odmienne podzespoły (których jest ponad 90 rodzajów).
Wyróżniającą się cechą gry jest sprawowanie bardzo dużej kontroli nad poszczególnymi okrętami. Gracz może ingerować nawet w dystrybucję energii pomiędzy poszczególnymi podzespołami czy korzystanie z aktywnych/pasywnych sensorów (co ma często bardzo duże znaczenie, gdyż wykrycie statku korzystającego z wielu energochłonnych urządzeń czy skanerów jest łatwiejsze). Oczywiście każdy z podzespołów może zostać zniszczony niezależnie od pozostałych.